# The 4400
The 4400 (no Brasil, Os 4400) foi uma série de ficção científica, escrita por Scott Peters e René Echevarria, exibida nos Estados Unidos pela USA Network. Foi cancelada em dezembro de 2007.

## Sinopse
No último século, milhares de pessoas desapareceram sem explicação. Quando um cometa vem em direção à Terra, a extinção do ser humano parece iminente. Países de todos os cantos do planeta lançam mísseis nucleares na esperança de destruí-lo. Porém, inexplicavelmente os mísseis não surtem efeito e o cometa continua seu curso rumo ao nosso planeta.
Então, ele subitamente muda seu curso, tornando-se claro não se tratar de um cometa. Ao entrar na atmosfera, nota-se que é, na verdade, uma grande bola de luz. Quando tudo parecia acabado, a bola de luz reduz a sua velocidade e toca o chão. Logo depois, a luz diminui em um ponto intenso até explodir, deixando em seu lugar 4.400 pessoas. Todas elas estavam desaparecidas, algumas há meses, outras há mais de 50 anos, e nenhuma envelheceu sequer um dia, nem se recorda do que aconteceu. Todos os que retornaram ficam em quarentena, recebem uma pulseira de identificação e, gradativamente, voltam a suas famílias.
A série gira em torno da vida de algumas dessas 4.400 pessoas que retornaram e agora têm de retomar a sua vida interrompida. Logo após serem liberadas, alguns começam a experimentar novos e inexplicáveis superpoderes. Está nas mãos dos agentes Tom Baldwin e Diana Skouris descobrir o mistério por trás dos 4400.
A linha mestra da história sugere que eles foram abduzidos por seres humanos do futuro, por serem a única esperança de salvação da humanidade no seu tempo. Parece haver um plano por trás dos 4400, embora ainda não esteja claro qual seja.

### Locais
De acordo com um cartão postal mostrado no episódio "Gone", o endereço fictício do Centro é 6265 Crescent Road, Seattle, Washington.  Este mesmo endereço em Vancouver é onde se encontra na vida real o Chan Centre, o edifício real mostrado na série como o Centro 4400. O Centro 4400 foi fundado por Jordan Collier como um lugar onde os 4400 pudessem aprender a lidar com suas habilidades, e onde os "não-4400" pudessem buscar o 4400 interior dentro de si mesmos. Os personagens do programa muitas vezes tratam o Centro como uma seita. Quando Jordan foi assassinado, Shawn Farrell (pupilo de Jordan) tomou a si a liderança do Centro.

## Personagens
- Joel Gretsch como Tom Baldwin
- Jacqueline McKenzie como Diana Skouris
- Mahershala Ali como Richard Tyler
- Laura Allen como Lily Tyler
- Patrick Flueger como Shawn Farrell
- Brooke Nevin como Nikki Hudson
- Megalyn Echikunwoke como Isabelle Tyler
- Kaj-Erik Eriksen como Danny Farrell
- Conchita Campbell como Maia Skouris
- Chad Faust como Kyle Baldwin
- Samantha Ferris como Nina Jarvis
- Karina Lombard como Alana Mareva
- Peter Coyote como Dennis Ryland
- Billy Campbell como Jordan Collier[3]
- Jenni Baird como Meghan Doyle

### Participações especiais
- Cameron Bright como Graham Holt
- Natasha Gregson Wagner como April Skouris
- Jeffrey Combs como Kevin Burkhoff
- Garret Dillahunt como Matthew Ross
- Richard Kahan como Marco Pacella
- Kavan Smith como Jed Garrity
- Summer Glau como Tess Doerner
- Tristin Leffler como Cassie Dunleavy

### Humanos evoluídos e seus poderes
| Personagem     | Poderes |  |
| -------------- | --- |  |
| Richard Tyler  | - Telecinese: É a capaz de levitar, quebrar e mover objetos e pessoas com a força do pensamento, e capaz de criar campos de força. |  |
| Shawn Farrell  | - Manipulação biológica: É a Capacidade de controlar todos os aspectos da composição biológica de um ser vivo. Isto inclui, mas não é limitado, a alterações genéticas, distorção física/aumentos, cura, doença, e funções biológicas. |  |
| Isabelle Tyler | - Telepatia: Capacidade de ler os pensamentos de outros ou mentalmente se comunicar com eles. - Controle Mental: É a habilidade de controlar as ações ou o raciocínio de outro. - Materialização: É a capacidade de materializar qualquer coisa que imaginar. - Regeneração Celular Espontânea: Capacidade de regenerar células em uma taxa aumentada, resultando em cura todas as lesões físicas em questão de segundos ou minutos. - Precognição: É capacidade de prever eventos futuros através de pinturas. - Telecinese: Capacidade de mover e levita qualquer coisa com a mente, geralmente de formas não visíveis a olho nu. - Memória Eidética: É a capacidade de armazenar e precisamente reter vasta quantidade de informação, dando ao usuário uma capacidade de aprendizagem sobre-humana. - Mimetismo Empático: Habilidade de copiar os poderes e habilidades apenas se aproximando de outro ser absorvendo um pouco de energia, sem necessidade de drenar energia vital do outro. |  |
| Maia           | - Premonição: É capacidade de prever eventos futuros |  |
| Alana Mareva   | - Alta Realidade: É capacidade de criar mundos alternativos na mente de pessoas que lembram da vida passada. |  |

## Temporadas e episódios

### 1ª temporada
A primeira temporada da série apresenta 5 episódios. Durante a primeira temporada, é revelado que Os 4400 apresentam poderes especiais, como se tivessem sido transformados. Também acompanhamos o drama de várias personagens, que se deparam com outra sociedade ou com uma vida completamente diferente.
| Episódio | Título original                     | Título em português               |
| -------- | ----------------------------------- | --------------------------------- |
| 01 02    | Pilot                               | Piloto                            |
| 03       | The New and Improved Carl Morrissey | O Novo e Melhorado Carl Morrissey |
| 04       | Becoming                            | Transformações                    |
| 05       | Trial By Fire                       | Prova de Fogo                     |
| 06       | White Light                         | Luz Branca                        |

### 2ª temporada
Durante a 2ª temporada da série, segredos sobre vários personagens e seu passado vão se revelando. Começamos a entender para onde eles foram e qual sua missão na sociedade atual. Vemos também que começa a ser formado o Centro dos 4400, onde eles treinam suas habilidades e vivem com pessoas que tiverem a experiência semelhante de sumir e aparecer de repente numa bola de luz.
| Episódio | Título original       | Título em português   |
| -------- | --------------------- | --------------------- |
| 01 02    | Wake Up Call          | O Despertar           |
| 03       | Voices Carry          | As vozes carregam     |
| 04       | Weight of the World   | O Peso do Mundo       |
| 05       | Suffer the Children   | As crianças sofrem    |
| 06       | As Fate Would Have It | Como queira o Destino |
| 07       | Life Interrupted      | Vida Interrompida     |
| 08       | Carrier               | Portadora             |
| 09       | Rebirth               | Renascimento          |
| 10       | Hidden                | Escondidos            |
| 11       | Lockdown              | O Bloqueio            |
| 12       | The Fifth Page        | A Quinta Página       |
| 13       | Mommy's Bosses        | Os Chefes da Mamãe    |

### 3ª temporada
É centrada nos últimos três episódios da segunda temporada.
| Episódio | Título original                 | Título em português            |
| -------- | ------------------------------- | ------------------------------ |
| 00       | Special: Unlocking the Secrets  | Especial: Desvendando Segredos |
| 01 02    | The New World                   | O Novo Mundo                   |
| 03       | Being Tom Baldwin               | Sendo Tom Baldwin              |
| 04       | Gone - Part One                 | Desaparecidos - Parte 1        |
| 05       | Gone - Part Two                 | Desaparecidos - Parte 2        |
| 06       | Graduation Day                  | Dia da Formatura               |
| 07       | The Home Front                  | A Casa da Frente               |
| 08       | Blink                           | A Luz                          |
| 09       | The Ballad of Kevin and Tess    | A Balada de Kevin e Tess       |
| 10       | The Starlz Mutation             | A Mutação Starlz               |
| 11       | The Gospel According to Collier | O Evangelho Segundo Collier    |
| 12       | Terrible Swift Sword            | Um Golpe Terrível e Rápido     |
| 13       | Fifty-Fifty                     | Cinquenta por Cento            |

### 4ª temporada
Explora a difícil vida de 4400 pessoas que foram abduzidas e retornaram misteriosamente à Terra. Embora não tenham envelhecido com o passar dos anos, algumas dessas pessoas reapareceram com profundas alterações, desde reflexos apurados até o dom da premonição. Para localizar todos os 4400 e investigar tudo o que está relacionado a eles, o governo americano criou uma agência especial, a NTAC.
| Episódio | Título original                     | Título em português                 |
| -------- | ----------------------------------- | ----------------------------------- |
| 00       | Special: Unlocking the Secrets      | Especial: Desvendando os Segredos   |
| 01       | Wrath of Graham                     | A Fúria de Graham                   |
| 02       | Fear Itself                         | Próprio Medo                        |
| 03       | Audrey Parker's Come and Gone       | Audrey Parker vindo e indo          |
| 04       | The Truth and Nothing But the Truth | A verdade e nada mais que a verdade |
| 05       | Try the Pie                         | Experimente a torta                 |
| 06       | The Marked                          | O Marcado                           |
| 07       | Till We Have Built Jerusalem        | Até Nós Construímos Jerusalém       |
| 08       | No Exit                             | Sem Saída                           |
| 09       | Daddy's Little Girl                 | Garotinha do Papai                  |
| 10       | One of Us                           | Um de nós                           |
| 11       | Ghost in the Machine                | Fantasma na Máquina                 |
| 12       | Tiny Machines                       | Máquinas Minúsculas                 |
| 13       | The Great Leap Forward              | O Grande Salto Para a frente        |

## Produção
A canção-tema do programa é "A Place in Time", escrita por Robert Phillips e Tim Paruskewitz, e cantada por Amanda Abizaid. Todas as temporadas foram filmadas em high-definition com legendas embutidas (closed-captioning).

### Locação de filmagem
Os 4400 é ambientado em Seattle, porém foi filmado na verdade em Vancouver, no Canadá. Todos os carros têm placas falsas de Washington, e o 4400 Center é na verdade conhecido como Chan Centre de expressão artística na Universidade de British Columbia, e Capilano Lake serve como Highland Beach.

### Cancelamento
No dia 19 de dezembro de 2007 foi confirmado o cancelamento da série. Em uma declaração feita no fórum oficial de Os 4400, o criador da série Scott Peters disse: “Foi muito bom trazer a história até vocês e envolvê-los nas vidas daqueles incríveis personagens. Permitam-me erguer minha taça imaginária e agradecê-los por serem tão leais e tão dedicados. Gostaria de poder continuar a série para sempre, mas a festa chegou ao fim.”
Porém para não deixar o fãs sem um final, foram lançados dois livros, que seriam respectivamente a quinta e sexta temporadas. “Welcome to Promise City”, de Geg Cox e “Promises Broken”, de David Mack são os nomes dos livros.

## Trilha sonora
A trilha sonora de The 4400 foi lançada em 8 de maio de 2007 pela Milan Records e inclui as músicas da 1ª à 3ª temporadas. As músicas eram as seguintes:
1. Bosshouse feat. Amanda Abizaid - A Place In Time (Theme From The 4400)
2. Switchfoot - This Is Your Life
3. People In Planes - Falling By The Wayside
4. Thirteen Senses - Into The Fire
5. Ivy - Worry About You
6. Engineers - How Do You Say Goodbye?
7. Maroon 5 - She Will Be Loved
8. Jacqueline McKenzie - Shy Baby
9. Bedroom Walls - Do the Buildings and Cops Make You Smile?
10. Billie Holiday - Cheek to Cheek
11. John Van Tongeren - Salvation
12. The Landau Orchestra - A Place In Time (Instrumental Arrangement)

Observação: Esta última faixa não aparece na série.